# Дзамбони, Антео
 Антео Дзамбони  (итал. Anteo Zamboni; 11 апреля 1911, Болонья — 31 октября 1926, Болонья) — итальянский анархист, в возрасте 15 лет убит фашистами без суда и следствия за попытку покушения на жизнь Бенито Муссолини.

## Биография
Сын Виолы Табаррони (1886—1972) и Маммоло Дзамбони (1882—1952) — типографа и бывшего анархиста, перешедшего к фашистам, младший брат Ассунто и Лодовико.
31 октября 1926 года при посещении Муссолини Болоньи в него несколько раз выстрелили, и группа фашистов линчевала на месте заподозренного ими в покушении Антео Дзамбони. Первым Дзамбони схватил кавалерийский офицер Карло Альберто Пазолини, отец кинорежиссёра Пьера Паоло Пазолини. Инцидент был использован фашистским режимом для ограничения политических свобод и роспуска последних оппозиционных партий. 

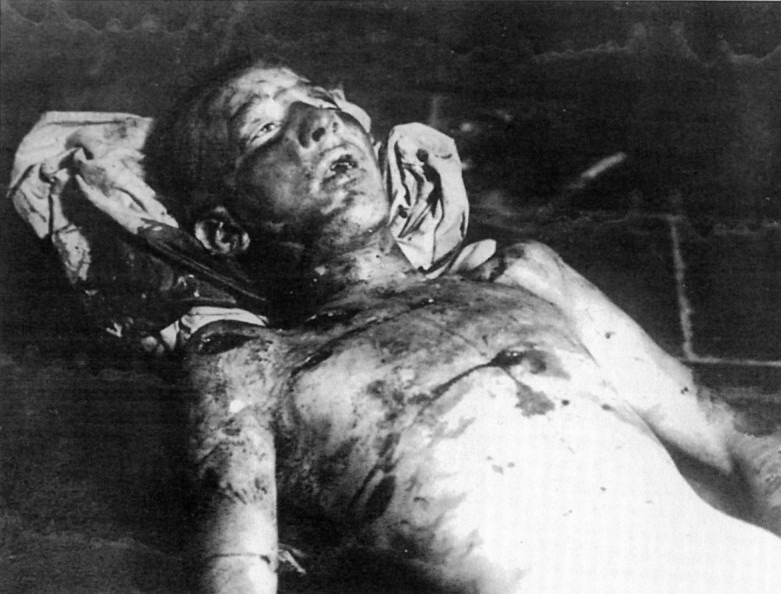

Утверждения очевидцев о наличии у подростка оружия позднее были подвергнуты сомнению, свидетельства Муссолини и лидера Болонской фашистской организации Арпинати об обстоятельствах происшествия различались; впоследствии выдвигались версии о причастности к этому покушению на Муссолини его противников в фашистской среде. Следственное дело Специального трибунала безопасности государства, созданного после этого покушения, оставалось засекреченным долгое время после падения режима Муссолини.

## Увековечение памяти
В Болонье есть улица, названная в память об Антео — Mura Anteo Zamboni (Стена Антео Дзамбони), начинающаяся от площади Ворот Сан-Донато. На здании городской администрации Болоньи (Палаццо д'Аккурсио, иначе — Палаццо Комунале) со стороны Виа Индепенденца (дворец выходит другим фасадом также на Пьяцца Неттуно, в районе которой состоялось покушение на Муссолини) находится мемориальная доска со следующим текстом:

Болонья народа, в едином стремлении почитая своих мужественных сыновей, павших жертвами в двадцатилетней антифашистской борьбе, этим камнем освящает в веках Антео Дзамбони за беззаветную любовь к свободе. Юный мученик жестоко убит здесь головорезами диктатуры 31-10-1926.
Оригинальный текст (итал.)Bologna di popolo congiuntamente onorando i suoi figli eroici immolatisi nella ventennale lotta antifascista con questa pietra consacra nei tempi Anteo Zamboni per audace amore di libertà. Il 31-10-1926 qui trucidato martire giovanetto dagli scherani della dittatura.
— Anteo Zamboni (итал.). Radio Marconi. Дата обращения: 17 марта 2014.